# Allophylus granulatus
Allophylus granulatus är en kinesträdsväxtart som beskrevs av Ludwig Radlkofer. Allophylus granulatus ingår i släktet Allophylus och familjen kinesträdsväxter. Inga underarter finns listade i Catalogue of Life.